# ۲۵ اوت
۲۵ اوت در تقویم گرگوری، دویست و سی و هفتمین (در سال‌های کبیسه دویست و سی و هشتمین) روز سال است. ۱۲۸ روز تا پایان سال باقی است.

## رویدادها
- ۱۶۰۹ – گالیلئو گالیله دانشمند ایتالیایی، نخستین تلسکوپش را به قانون‌گذاران ونیزی معرفی کرد.
- ۱۸۱۴ – کتابخانه ملی کنگره آمریکا در واشینگتن دی‌سی، توسط نیروهای بریتانیا تخریب شد.
- ۱۸۲۵ - استقلال کشور اروگوئه از برزیل. این موضوع سه سال بعد توسط برزیل به رسمیت شناخته شد.
- ۱۸۳۰ - انقلاب بلژیک که به جدایی این کشور از هلند انجامید آغاز شد.
- ۱۹۱۲ - کوُمینتانگ یا حزب ملی مردم، حزب مؤسس جمهوری در چین و حزب حاکم کنونی تایوان امروزی تشکیل شد.
- ۱۹۱۶ - سازمان پارک‌های ملی ایالات متحده تأسیس شد.
- ۱۹۳۹ - در اثر زلزله‌ای به بزرگی ۷٫۳ ریشتر در دیشی چین بیش از ۹ هزار تن جان خود را از دست دادند.
- ۱۹۳۹ - با امضای پیمان نظامی بین بریتانیا و لهستان، بریتانیا متعهد شد از لهستان در برابر تجاوز خارجی دفاع کند.
- ۱۹۴۴ - در جریان جنگ دوم جهانی با تلاش متفقین پاریس از اشغال آلمان نازی خارج شد.
- ۱۹۹۱ - زیمبابوه به سازمان ملل متحد پیوست.
- ۱۹۸۹ – کاوشگر ویجر ۲ هشت سال پس از رسیدن به نزدیک‌ترین نقطه به سیارهٔ کیوان، به نپتون، آخرین سیاره پیش از ترک سامانه خورشیدی، رسید.
- ۱۹۹۱ - استقلال کشور بلاروس از شوروی
- ۱۹۹۱ - اولین نسخه سیستم عامل لینوکس به بازار عرضه شد.

## زادگان
- ۱۵۳۰ - ایوان چهارم واسیلیویچ، معروف به «ایوان مخوف»، نخستین تزار روسیه.
- ۱۸۵۰ - پاول آکسلرود، سیاستمدار مارکسیست و انقلابی روسی. [۱]
- ۱۹۰۲ - ابوالحسن صدر، فقیه جعفری و شاعر عراقی.
- ۱۹۳۶ - ماجد ابوشرار، سیاستمدار و نویسندۀ فلسطینی.[۲]

## درگذشتگان
- ۱۸۱۹ (میلادی) - درگذشت جیمز وات، شیمی‌دان، فیزیک‌دان اسکاتلندی
- ۱۹۰۰ - فریدریش نیچه، فیلسوف آلمانی.
- ۱۹۰۸ - هانری بکرل، فیزیک‌دان فرانسوی و یکی از کاشفان پدیده پرتوزایی.
- ۱۹۵۰ - ابراهیم منذر، نویسنده، ادیب و زبان‌شناس لبنانی.
- ۲۰۱۲ - نیل آرمسترانگ، فضانورد ناسا و اولین انسانی که بر کره ماه گام نهاد.
- ۲۰۱۸ - جان مک کین،سناتور ایالات متحده آمریکا